# Oxya
Genre
Synonymes
- Zulua Ramme, 1929
- Oxyoides Zheng & Fu, 1994

Oxya est un genre d'insectes orthoptères de la famille des Acrididae.

## Distribution
Les espèces de ce genre se rencontrent en Afrique, en Asie et en Océanie.

## Liste des espèces
Selon Orthoptera Species File (24 juillet 2018) :
- Oxya adentata Willemse, 1925
- Oxya agavisa Tsai, 1931
- Oxya anagavisa Bi, 1986
- Oxya apicocingula Ma, Guo & Zheng, 1994
- Oxya bicingula Ma, Guo & Zheng, 1993
- Oxya bolaangensis Hollis, 1971
- Oxya brachyptera Zheng & Huo, 1992
- Oxya chinensis (Thunberg, 1815)
- Oxya cyanipes (Karny, 1907)
- Oxya cyanoptera Stål
- Oxya dorsigera Burmeister, 1838
- Oxya flavefemura Ma, Guo & Zheng, 1994
- Oxya fuscovittata (Marschall, 1836)
- Oxya glabra (Ramme, 1929)
- Oxya gorakhpurensis Usmani & Shafee, 1985
- Oxya grandis Willemse, 1925
- Oxya guizhouensis Yin, Yin & Zheng, 2008
- Oxya hainanensis Bi, 1986
- Oxya humeralis (Walker, 1870)
- Oxya hyla Serville, 1831
- Oxya intricata (Stål, 1861)
- Oxya japonica (Thunberg, 1815)
- Oxya luteola (Haan, 1842)
- Oxya manzhurica Bey-Bienko, 1929
- Oxya maoershanensis Zheng & Li, 2001
- Oxya maritima Mistshenko, 1951
- Oxya minuta Carl, 1916
- Oxya nakaii Furukawa, 1939
- Oxya ningpoensis Chang, 1934
- Oxya ninpoensis Chang, 1934
- Oxya nitidula (Walker, 1870)
- Oxya occidentalis Ichikawa, 2001
- Oxya octodentata Zheng & Jiang, 2002
- Oxya ogasawaraensis Ichikawa, 2001
- Oxya oxyura Uvarov, 1953
- Oxya prominenangula Zheng & Shi, 2001
- Oxya rammei Tsai, 1931
- Oxya rikuchuensis Ichikawa, 2001
- Oxya serrulata Krauss, 1890
- Oxya shanghaiensis Willemse, 1925
- Oxya sianensis Zheng, 1964
- Oxya sinuosa Mistshenko, 1951
- Oxya squalida (Marschall, 1836)
- Oxya stresemanni Ramme, 1941
- Oxya termacingula Ma, 1995
- Oxya tridentata Willemse, 1925
- Oxya trimaculata Mao & Luo, 2014
- Oxya velox (Fabricius, 1787)
- Oxya vicina Brunner von Wattenwyl, 1893
- Oxya yezoensis Shiraki, 1910
- Oxya yunnana Bi, 1986
- Oxya zhengi Li, Zhang & Ma, 2011

## Publication originale
- Serville, 1831 : Revue méthodique des insectes de l'Ordre des Orthoptères. Annales des Sciences Naturelles, Paris, vol. 22, p. 262–292.